# Islas Vírgenes de los Estados Unidos en los Juegos Olímpicos de Los Ángeles 1984
Las Islas Vírgenes de los Estados Unidos estuvieron representadas en los Juegos Olímpicos de Los Ángeles 1984 por un total de 29 deportistas, 26 hombres y 3 mujeres, que compitieron en 7 deportes.
La portadora de la bandera en la ceremonia de apertura fue la nadadora Jodie Lawaetz. El equipo olímpico virgenense estadounidense no obtuvo ninguna medalla en estos Juegos.